# Farmers Weekly
Farmers Weekly — журнал, ориентированный на британскую сельскохозяйственную индустрию. Публикует новости, бизнес-предложения, еженедельные дайджесты фактов и цифр о британском, европейском и мировом сельском хозяйстве; содержит рубрики о животноводстве, агрономии и механизации с обзорами технических новинок, фермерской торговли и анализом цен.

## История и профиль
Первый выпуск The Farmers Weekly вышел 22 июня 1934 года и стоил 2 пенса. Новое издание продвигалось как «газета почвы» (newspaper of the soil), его задачей объявлялось увеличение производства сельскохозяйственной продукции в Великобритании. В 1930-е годы тираж каждого номера составлял более 100 000 экземпляров. Среди книг, опубликованных еженедельником, Farmhouse Fare (1935) и Home Made Country Wines (1955), состоящие из рецептов, присланных читателями журнала.
В настоящее время журнал Farmers Weekly  входит в медиагруппу Farmers Weekly Group, наряду с такими изданиями как Crops Magazine, Poultry World и веб-порталом, Farmers Weekly interactive. Медиагруппа принадлежит компании Reed Business Information и базируется в городе Саттон, в графстве Суррей.
Журнал выходит еженедельно по пятницам.
В 2013 году чистый средний тираж журнала Farmers Weekly составлял 59 328 экземпляров на номер.